# Construcții geometrice cu rigla și compasul

Construcția bisectoarei unui unghi folosind numai rigla și compasul.

Construcțiile geometrice cu rigla și compasul se referă la trasarea unor anumite figuri geometrice și determinarea unor elemente ale acestora utilizând numai o riglă negradată și un compas.
Aceste instrumente au fost alese prin tradiție și mai ales datorită faptului că sunt cele mai simple și dau construcții precise.
Încă din antichitate, printre problemele de construcții geometrice, un loc important l-au deținut, pe lângă construirea poligoanelor regulate, trei probleme celebre:
- cuadratura cercului
- dublarea cubului
- trisecțiunea unghiului.

Probleme importante din acest domeniu au rezolvat:
- Lorenzo Mascheroni, care a demonstrat că toate construcțiile geometrice pot fi efectuate numai cu compasul[necesită citare];
- Carl Friedrich Gauss, care a demonstrat posibilitatea construirii cu rigla și compasul a poligoanelor regulate cu p laturi (p fiind număr prim), numai în cazul numerelor de forma p=22n+1;
- Jakob Steiner, care a arătat că toate construcțiile geometrice pot fi efectuate numai cu rigla, cu condiția să fie dat un cerc fix și centrul său.